# 陳龍正
陳龍正（1585年—1645年），原名陳龍致，字惕龙，號發郊、几亭，浙江嘉兴府嘉善县人。明末理学家。

## 生平
苏州府吴江县学生，福建按察使陳王之子。师事吴志远、高攀龙。天啓元年（1621年）辛酉科順天鄉試经魁，名列第三。崇祯七年（1634年）甲戌科進士，吏部觀政，十年二月授中书舍人。时政事尚综核，中外争为深文以避罪，东厂缉事尤冤滥。十一年，龙正上养和、好生二疏，阴指东厂事。十三年，应诏奏事，亦主“听言省刑”。十五年疏言理财以垦北方荒地为良策。旋被劾为伪学。帝初不问。十七年正月左迁南京国子监丞。
安宗立，用为禮部祠祭司员外郎，不就。弘光元年（1645年）六月，清军攻陷南京，龙正身已有疾，药粒俱废，绝食达七日之久，临终前还云“死如念翁（刘宗周），倒也干净”。门人私谥文洁。有《几亭文集》等。

## 家族
曾祖陈罍；祖陈卿，累赠礼部郎中；父陈于王，丙戌進士、福建按察使、祀名宦乡贤。兄陳山毓，萬曆末解元。子陈揆。

## 延伸阅读
[在维基数据编辑]
 《明史卷二百五十八》，出自《明史》